# Nueros
Nueros es una localidad española del municipio de Calamocha, perteneciente a la provincia de Teruel, en la comunidad autónoma de Aragón. En 2021 contaba con 7 habitantes.

## Historia
A mediados del siglo XIX, el lugar, por entonces con ayuntamiento propio, tenía contabilizada una población de 186 habitantes. Aparece descrito en el decimosegundo volumen del Diccionario geográfico-estadístico-histórico de España y sus posesiones de Ultramar de Pascual Madoz de la siguiente manera:

NUEROS: l. con ayunt. en la prov. de Teruel (11 leg.), part. jud. de Segura (3), dióc. y aud. terr. de Zaragoza (16), y c. g. de Aragon. Se halla sit. en la sierra llamada de la Pelarda, en una altura muy pintoresca rodeado de varios árboles y algunos huertillos; el clima es sano, efecto de la mucha ventilacion, sin que se conozcan enfermedades particulares. Se compone de unas 40 casas de mediana construccion; tiene 1 escuela de instruccion primaria concurrida por un corto número de niños; igl. parr. de primer ascenso (Ntra. Sra. de las Nieves) servida por 1 cura de concurso y provision ordinaria y un cementerio que en nada perjudica á la salud pública. Confina el térm. por N. con Olalla; E. Godos; S. Barrachina, y O. Cutanda; corren por él dos riach. que nacen en la sierra de la Pelarda, con cuyas aguas se riegan los huertos del pueblo de que nos ocupamos. 
El terreno es muy quebrado y de mediana calidad, prestándose sus tierras al cultivo; tiene un monte abundante en estepa y otros arbustos. Los caminos son de herradura y conducen á los pueblos limítrofes. La correspondencia se recibe por Calamocha dos veces á la semana. prod. trigo, cebada, avena, patatas, judias y varias legumbres; hay ganado lanar y de pelo y caza de conejos y perdices: ind.: la agrícola: pobl. 46 vec., 186 alm.: riqueza imp.: 42,813 reales.
(Madoz, 1849, p. 191)

En 1963 llegó la electricidad a la localidad. El municipio de Nueros desapareció en 1971, al ser incorporado, junto a los de Collados, Cuencabuena, Cutanda, Luco de Jiloca, Navarrete del Río, Lechago, Olalla, El Poyo del Cid, Valverde y El Villarejo de los Olmos, al término municipal de Calamocha.

## Demografía
| Gráfica de evolución demográfica de Nueros entre 1842 y 1970 |
| |
| Población de derecho según los censos de población del INE Población de hecho según los censos de población del INEEntre el censo de 1981 y el anterior, este municipio desaparece porque se integra en el municipio 44050 (Calmocha) |